# 太阳沟站
太阳沟站是位于黑龙江省大兴安岭地区新林区太阳沟村的一个铁路车站，邮政编码165021。车站建于1970年，有富西铁路经过该站，现仅办理客运业务，不办理货运业务，车站及其上下行区间均未电气化。车站距离富裕站497公里，隶属哈尔滨铁路局，是五等站。